# Ponte da Unidade
A Ponte da Unidade é uma ponte internacional sobre o rio Rovuma ligando Moçambique (distrito de Mueda, província de Cabo Delgado) à região de Mtwara, na Tanzânia. A ponte foi inaugurada no dia 12 de Maio de 2010, tendo as obras de construção sido iniciadas em novembro de 2005.
A ponte, situada perto da povoação de Negomano, tem 720 metros de comprimento e 13,5 metros de largura total, incluindo duas faixas de rodagem de 3,25 metros cada, bermas de 1,5 metros e dois passeios com igual largura.